# 田部井鉚太郎
田部井 鉚太郎（ためがい りゅうたろう、1862年（文久2年4月） - 1918年（大正7年）9月9日）は、三河碧海郡高津波村（現・愛知県刈谷市）出身の教育者・文筆家。号は竹香。豊橋市長の田部井勝蔵は弟。

## 経歴
文久2年（1862年）4月、江戸・赤坂にある刈谷藩の江戸藩邸に生まれた。父は刈谷藩士の田部井清蔵であり、鉚太郎は長男だった。田部井家は三河碧海郡高津波村（現・愛知県刈谷市）にある。

### 教育者として
明治維新後には愛知県師範学校（愛知教育大学の母体の一つ）を卒業し、21年間にわたって愛知県内の学校の訓導や校長を務めた。また、南画家の牧野敏太郎（挙母藩藩士の子であり牧野義雄の兄）の南画の師だった。1901年（明治34年）には富山県視学となった。富山県視学を辞してからは愛知県教育会に勤務した。

### 文筆活動
数々の書籍の編纂にも携わっており、1893年（明治26年）には『愛知郡史談』、1894年（明治27年）には『愛知県地誌』、1895年（明治28年）には『古今内外弔祭文範』、1897年（明治30年）には『明治新案初等算術』、1905年（明治38年）には『明治才媛新体詩』、1911年（明治44年）には『古今中京画談』、1917年（大正8年）には『福島正則伝』、1917年（大正8年）には『犬山陶器誌』を編纂している。

### 死去
1918年（大正7年）9月9日に死去した。墓所は刈谷市の医王寺。1921年（大正10年）4月には愛知県教育会の有志によって、碧海郡刈谷町（現・刈谷市）の医王寺に石碑「竹香田部井君之碑」が建立された。鹿児島県師範学校校長や愛知県師範学校校長を務めた三浦渡世平が碑文を、宮尾舜治愛知県知事が題額を担っている。

## 著書
- 『愛知郡史談』東壁堂、1893年
- 『愛知県地誌』片野東四郎、1894年
- 『古今内外弔祭文範』東壁堂、1895年
- 『明治新案初等算術』大成堂、1897年
- 『明治才媛新体詩』文友社、1905年
- 『古今中京画談』興風書院、1911年
- 『福島正則伝』美和村教育会、1917年

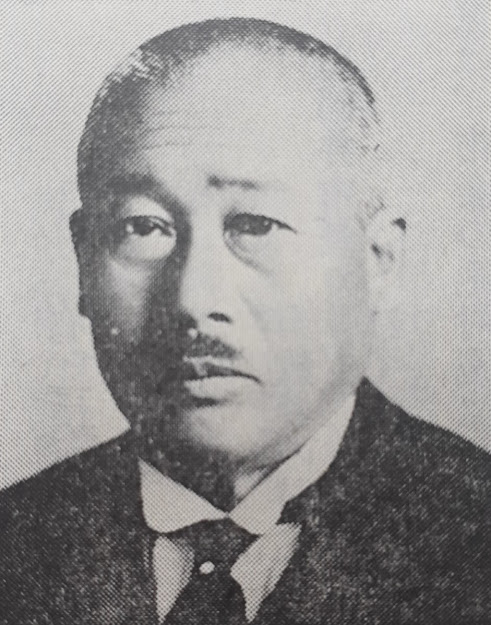
弟の田部井勝蔵

  - 1973年に福島正則公顕彰会によって復刻。
- 『犬山陶器誌』尾関作十郎、1917年